# Pembroke Athleta FC
Der Pembroke Athleta Football Club ist ein maltesischer Fußballklub mit Sitz in der Stadt Pembroke.

## Geschichte
Der Klub wurde ursprünglich im Jahr 1962 gegründet. Zu dieser Zeit trug man allerdings noch einen anderen Namen, den heutigen nahm der Klub erst Anfang der 1990er Jahre an. In der Spielzeit 1996/97 spielt der Klub in der drittklassigen Second Division und belegt hier mit 24 Punkten den zweiten Platz seiner Sektion. Nach der Saison 1999/2000 muss die Mannschaft mit lediglich drei Punkten am Saisonende als Vorletzter aus dieser dann absteigen. Nach der Spielzeit 2011/12 gelingt es dann schließlich mit 63 Punkten diese Spielklasse als Meister nach oben zu verlassen. Mit 49 Punkten gelingt dann auch schon in der Spielzeit 2013/14 der nächste Aufstieg, womit der Klub nun ab der Folgesaison in der zweiten Liga spielte. Nach einem direkten Durchmarsch gelang hier auch mit 55 Punkten die Meisterschaft. Damit durfte der Klub nun ab der Runde 2015/16 in der Premier League antreten. Nach einem guten Mittelfeldplatz in der Debütsaison, schloss man die Spielzeit 2016/17 jedoch auf dem letzten Platz ab und musste wieder runter. Noch dazu musste der Klub mit einer 10-Punkte-Strafe in die nächste Saison starten, weil einem Offiziellen des Vereins versucht Bestechung nachgewiesen wurde. Nach der Spielzeit 2021/22 gelang es dem Klub in der nun Challenge League genannten Spielklasse mit 48 Punkten in seiner Gruppe sich einen ersten Aufstiegsplatz zu sichern. Somit startet der Klub in der Saison 2022/23 wieder in der höchsten Spielklasse des Landes.